# Риттер, Арпад
Арпад Риттер (венг. Ritter Árpád; род. 12 июня 1975, Будапешт) — венгерский борец вольного стиля, двукратный чемпион Европы и призёр чемпионата мира.